# Mijakovce
Mijakovce es un pueblo ubicado en el territorio de Vranje, en el distrito de Pčinja, Serbia.

## Superficie
Posee una superficie de 4,794 kilómetros cuadrados.

## Demografía
Hasta 2011 la población era de 19 habitantes, con una densidad de población de 3,963 habitantes por kilómetro cuadrado.